# Liste des ponts d'Île-de-France protégés aux monuments historiques
Cet article recense les ponts protégés aux monuments historiques en Île-de-France, en France.

## Liste
| Édifice                            | Département      | Commune                                | Coordonnées                      | Notice                        | Protection        | Illustration                       |
| ---------------------------------- | ---------------- | -------------------------------------- | -------------------------------- | ----------------------------- | ----------------- | ---------------------------------- |
| Pont Cornuel                       | Essonne          | Bouray-sur-Juine, Lardy                | 48° 31′ 15″ nord, 2° 17′ 16″ est | « PA00087826 » « PA00087934 » | Inscrit MH (1980) | Pont Cornuel                       |
| Vieux pont de Boussy-Saint-Antoine | Essonne          | Boussy-Saint-Antoine                   | 48° 41′ 18″ nord, 2° 32′ 00″ est | « PA00087828 »                | Inscrit MH (1972) | Vieux pont de Boussy-Saint-Antoine |
| Pont de Perronet                   | Essonne          | Brunoy                                 | 48° 41′ 47″ nord, 2° 30′ 12″ est | « PA00087840 »                | Classé MH (1991)  | Pont de Perronet                   |
| Pont de Soulins                    | Essonne          | Brunoy                                 | 48° 42′ 06″ nord, 2° 29′ 40″ est | « PA00087841 »                | Inscrit MH (1987) | Pont de Soulins                    |
| Pont des Belles Fontaines          | Essonne          | Juvisy-sur-Orge                        | 48° 41′ 10″ nord, 2° 22′ 23″ est | « PA00087929 »                | Classé MH (1914)  | Pont des Belles Fontaines          |
| Pont de l'Hêtre                    | Essonne          | Lardy                                  | 48° 31′ 15″ nord, 2° 16′ 07″ est | « PA00087935 »                | Inscrit MH (1926) | Pont de l'Hêtre                    |
| Vieux pont de Balizy               | Essonne          | Longjumeau                             | 48° 40′ 45″ nord, 2° 18′ 31″ est | « PA00135716 »                | Inscrit MH (1930) | Vieux pont de Balizy               |
| Pont sur la Juine                  | Essonne          | Le Mérévillois                         | 48° 19′ 03″ nord, 2° 05′ 37″ est | « PA00087955 »                | Classé MH (1979)  | Pont sur la Juine                  |
| Pont-aqueduc de la Jeurre          | Essonne          | Étréchy, Morigny-Champigny             | 48° 28′ 49″ nord, 2° 11′ 36″ est | « PA00088052 » « PA00088053 » | Inscrit MH (1990) | Image manquante Téléverser         |
| Passerelle Debilly                 | Paris            | Paris                                  | 48° 51′ 47″ nord, 2° 17′ 47″ est | « PA00088794 »                | Inscrit MH (1966) | Passerelle Debilly                 |
| Pont Alexandre-III                 | Paris            | Paris                                  | 48° 51′ 49″ nord, 2° 18′ 49″ est | « PA00088798 »                | Classé MH (1975)  | Pont Alexandre-III                 |
| Pont d'Iéna                        | Paris            | Paris                                  | 48° 51′ 35″ nord, 2° 17′ 32″ est | « PA00088800 »                | Inscrit MH (1975) | Pont d'Iéna                        |
| Pont de Bir-Hakeim                 | Paris            | Paris                                  | 48° 51′ 20″ nord, 2° 17′ 16″ est | « PA00086658 »                | Inscrit MH (1986) | Pont de Bir-Hakeim                 |
| Pont de la Concorde                | Paris            | Paris                                  | 48° 51′ 48″ nord, 2° 19′ 10″ est | « PA00088799 »                | Inscrit MH (1975) | Pont de la Concorde                |
| Pont des Arts                      | Paris            | Paris                                  | 48° 51′ 30″ nord, 2° 20′ 16″ est | « PA00085998 »                | Inscrit MH (1975) | Pont des Arts                      |
| Pont levant de la rue de Crimée    | Paris            | Paris                                  | 48° 53′ 18″ nord, 2° 22′ 46″ est | « PA00125450 »                | Inscrit MH (1993) | Pont levant de la rue de Crimée    |
| Pont Marie                         | Paris            | Paris                                  | 48° 51′ 10″ nord, 2° 21′ 27″ est | « PA00086474 »                | Classé MH (1887)  | Pont Marie                         |
| Pont Mirabeau                      | Paris            | Paris                                  | 48° 50′ 47″ nord, 2° 16′ 35″ est | « PA00086659 »                | Classé MH (1975)  | Pont Mirabeau                      |
| Pont Neuf                          | Paris            | Paris                                  | 48° 51′ 27″ nord, 2° 20′ 30″ est | « PA00085999 »                | Classé MH (1889)  | Pont Neuf                          |
| Pont Royal                         | Paris            | Paris                                  | 48° 51′ 36″ nord, 2° 19′ 47″ est | « PA00086000 »                | Classé MH (1939)  | Pont Royal                         |
| Viaduc d'Austerlitz                | Paris            | Paris                                  | 48° 50′ 37″ nord, 2° 22′ 04″ est | « PA00086589 »                | Inscrit MH (1986) | Viaduc d'Austerlitz                |
| Pont des Romains                   | Seine-et-Marne   | Évry-Grégy-sur-Yerre                   | 48° 40′ 05″ nord, 2° 38′ 05″ est | « PA00086954 »                | Classé MH (1992)  | Pont des Romains                   |
| Pont Saint-Pierre                  | Seine-et-Marne   | Évry-Grégy-sur-Yerre                   | 48° 40′ 00″ nord, 2° 36′ 59″ est | « PA77000018 »                | Inscrit MH (2001) | Pont Saint-Pierre                  |
| Pont de Grez-sur-Loing             | Seine-et-Marne   | Grez-sur-Loing                         | 48° 18′ 58″ nord, 2° 41′ 36″ est | « PA00087020 »                | Inscrit MH (1926) | Pont de Grez-sur-Loing             |
| Pont d'Esbly                       | Seine-et-Marne   | Esbly, Isles-lès-Villenoy              | 48° 54′ 42″ nord, 2° 48′ 55″ est | « PA00086950 » « PA00087032 » | Inscrit MH (1965) | Pont d'Esbly                       |
| Pont de Moret                      | Seine-et-Marne   | Moret-Loing-et-Orvanne                 | 48° 22′ 21″ nord, 2° 49′ 11″ est | « PA00087145 »                | Inscrit MH (1926) | Pont de Moret                      |
| Grand-Pont de Nemours              | Seine-et-Marne   | Nemours                                | 48° 16′ 03″ nord, 2° 41′ 52″ est | « PA00087167 »                | Inscrit MH (1926) | Grand-Pont de Nemours              |
| Pont d'Aveny (de)                  | Val-d'Oise, Eure | Montreuil-sur-Epte, Dampsmesnil (Eure) | 49° 09′ 26″ nord, 1° 39′ 39″ est | « PA00135709 » « PA00135713 » | Classé MH (1995)  | Pont d'Aveny (de)                  |
| Vieux pont de Limay                | Yvelines         | Limay, Mantes-la-Jolie                 | 48° 59′ 31″ nord, 1° 43′ 32″ est | « PA00087471 » « PA00087518 » | Classé MH (1923)  | Vieux pont de Limay                |
| Pont sur la Mauldre                | Yvelines         | Mareil-sur-Mauldre                     | 48° 53′ 41″ nord, 1° 52′ 03″ est | « PA00087523 »                | Inscrit MH (1937) | Pont sur la Mauldre                |
| Pont aux Perches                   | Yvelines         | Meulan-en-Yvelines                     | 49° 00′ 12″ nord, 1° 54′ 35″ est | « PA00087539 »                | Inscrit MH (1965) | Pont aux Perches                   |
| Pont de l'Arche                    | Yvelines         | Montchauvet                            | 48° 53′ 41″ nord, 1° 37′ 35″ est | « PA00087794 »                | Inscrit MH (1991) | Pont de l'Arche                    |
| Ancien pont de Poissy              | Yvelines         | Carrières-sous-Poissy, Poissy          | 48° 56′ 02″ nord, 2° 02′ 13″ est | « PA00087389 » « PA00087572 » | Inscrit MH (1937) | Ancien pont de Poissy              |